# Чудновили родитељи (8. сезона)
Осма сезона анимиране телевизијске серије Чудновили родитељи премијерно је приказана на Nickelodeon-у 12. фебруар 2011. године, епизодом „Љубавни троугао”, а завршена је епизодом „Упознајте чудне родитеље” 29. децембар 2011. Ово је једина сезона серије која не садржи сегменте епизода, а такође је и сезона са најмањим бројем епизода. Епизоде су прављене у студијима Billionfold Inc., Frederator Studios и Nickelodeon Animation Studio.

## Епизоде
| Бр. еп. (укупно) | Бр. еп. (у сезони) | Наслов                                       | Редитељ                       | Сценариста                                                              | Storyboard by                           | Премијера          | Прод. код   | Гледаност (милиони) |
| ---------------- | ------------------ | -------------------------------------------- | ----------------------------- | ----------------------------------------------------------------------- | --------------------------------------- | ------------------ | ----------- | ------------------- |
| 121.             | 1.                 | Љубавни троугао Love Triangle                | Кен Брус и Гари Конрад        | Дејв Томас, Кевин Саливан, Вилијам Шифрин, Буч Хартман и Реј Делорентис | Дејв Томас и Фред Гонзалез              | 12. фебруар 2011.  | FOP-343/344 | N/A                 |
| 122—123.         | 2—3.               | Тимијева тајна жеља Timmy's Secret Wish!     | Дејв Томас                    | Вилијам Шифрин и Кевин Саливан                                          | Дејв Томас                              | 23. новембар 2011. | FOP-345-348 | 2.91                |
| 124.             | 4.                 | Инвазија очева Invasion of the Dads          | Кен Брус и Мишел Брајан       | Реј Делорентис, Вилијам Шифрин и Кевин Саливан                          | Арон Хамерсли и Буч Хартман             | 18. јун 2011.      | FOP-351/352 | 3.75                |
| 125.             | 5.                 | Кад лузери нападну When L.O.S.E.R.S. Attack  | Џон Макинтајер и Кен Брус     | Реј Делорентис, Вилијам Шифрин и Кевин Саливан                          | Ед Бејкер и Буч Хартман                 | 15. октобар 2011.  | FOP-349/350 | N/A                 |
| 126.             | 6.                 | Упознајте чудне родитеље Meet the OddParents | Мишел Брајан и Џон Макинтајер | Реј Делорентис, Вилијам Шифрин и Кевин Саливан                          | Арон Хамерсли, Буч Хартман и Дејв Томас | 29. децембар 2011. | FOP-353/354 | N/A                 |

## DVD издања
| Сезона | Епизоде | Датум                                                                            |
| Сезона | Епизоде | Регион 1                                                                         |
| ------ | ------- | -------------------------------------------------------------------------------- |
| 8.     | 6.      | 8. сезона, епизоде: 121. („Љубавни троугао”) — 126. („Упознајте чудне родитеље”) |